# Lichtschip

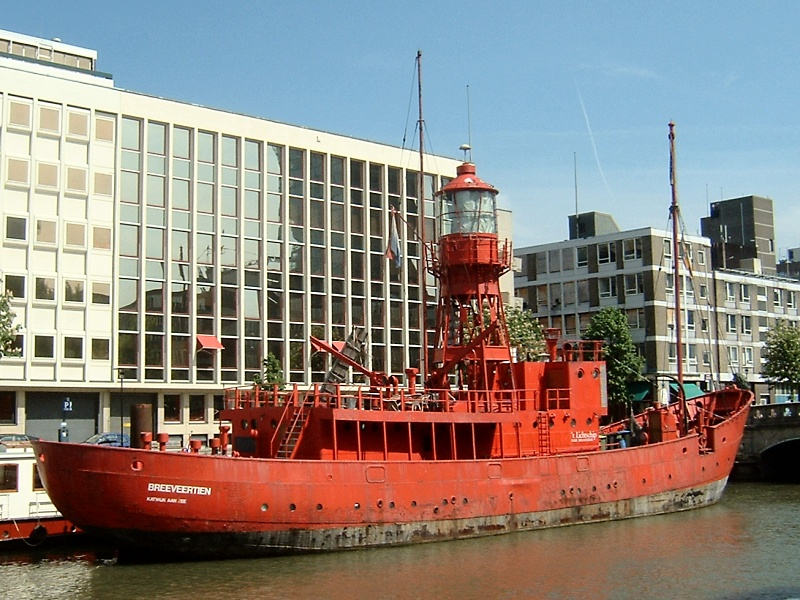
Voormalig lichtschip Breeveertien

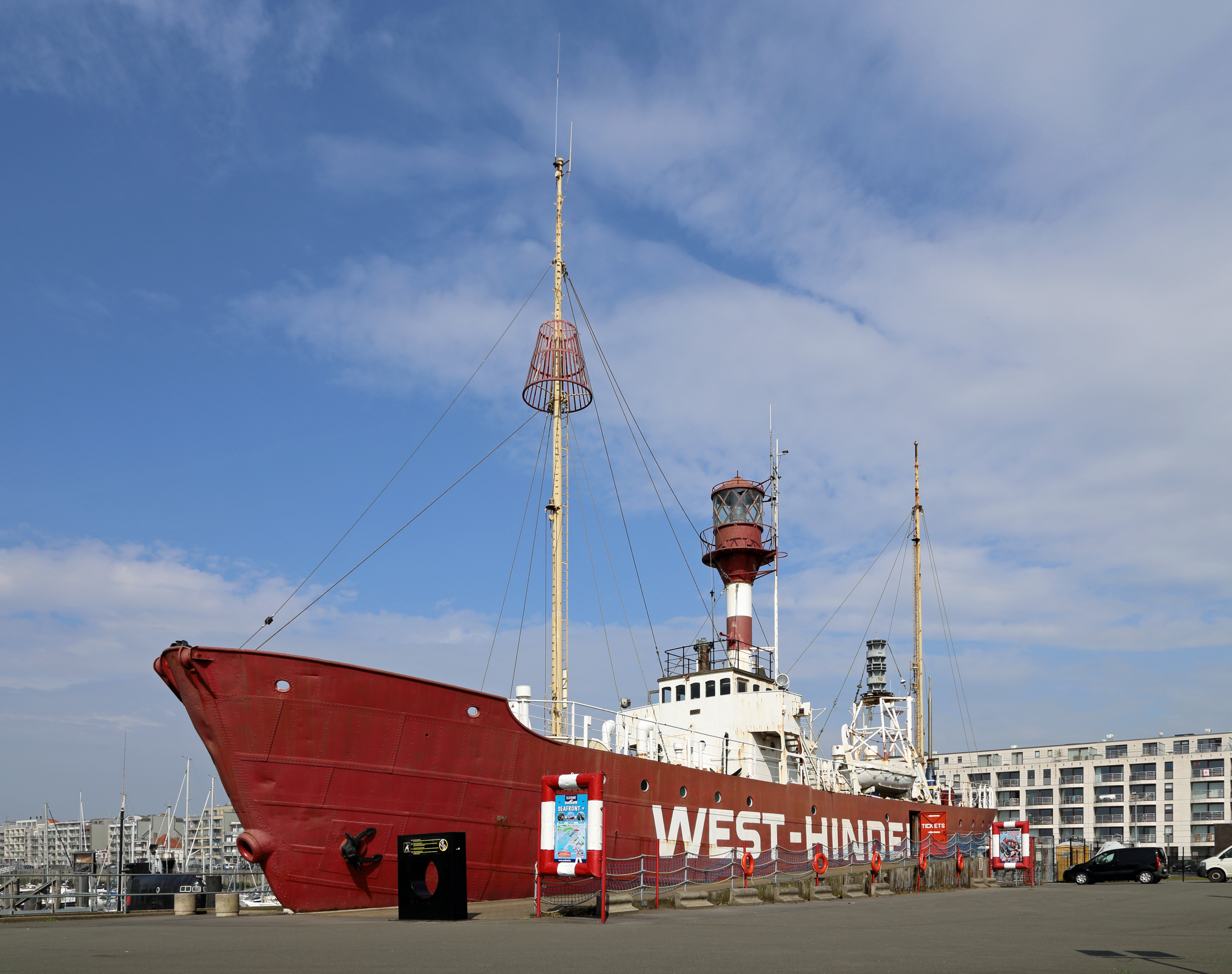
Voormalig Belgisch lichtschip West-Hinder II, thans in Zeebrugge als museumschip op de kade geplaatst

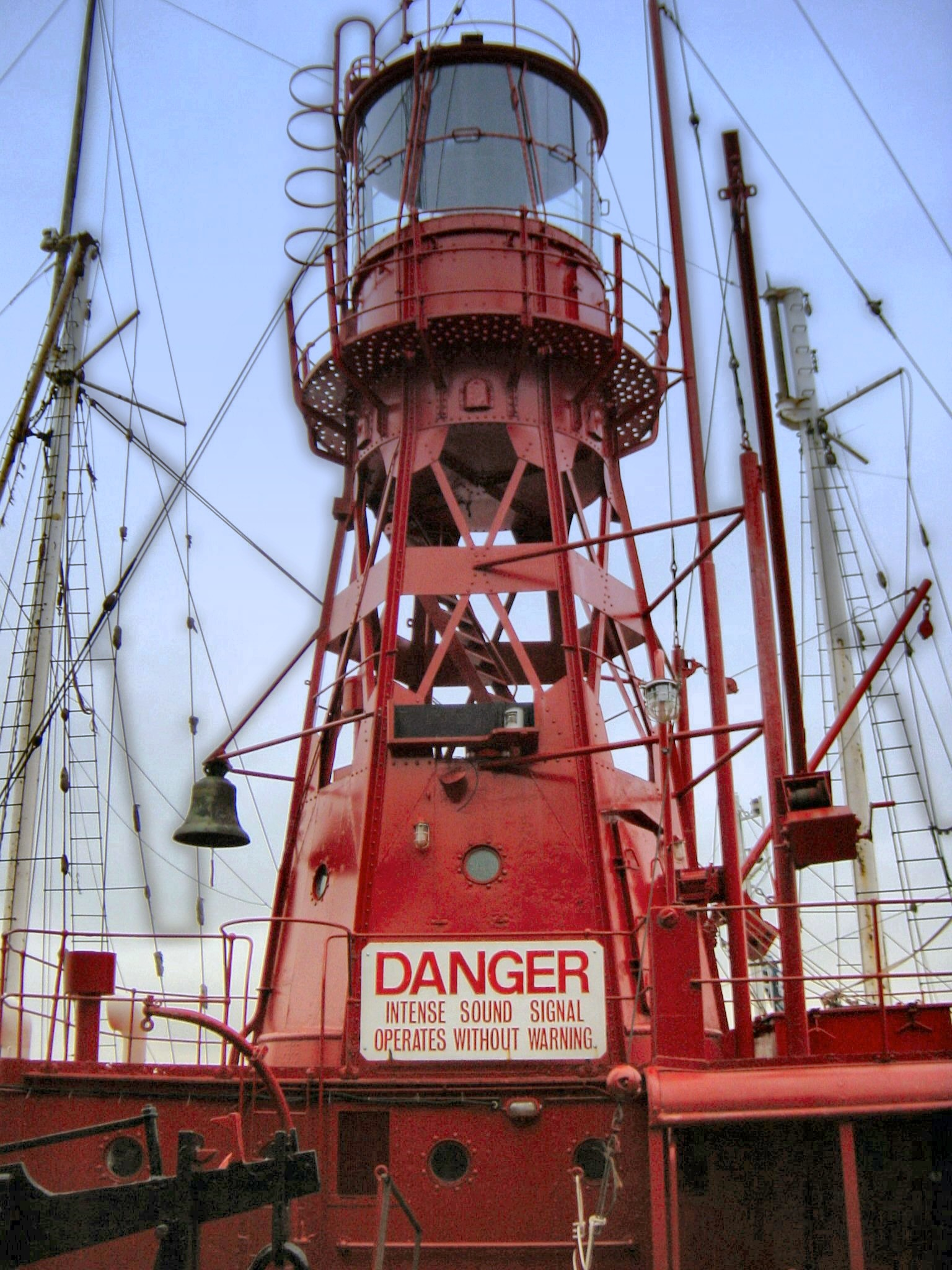
Detail van een lichtschip b.d. in de haven van Amsterdam

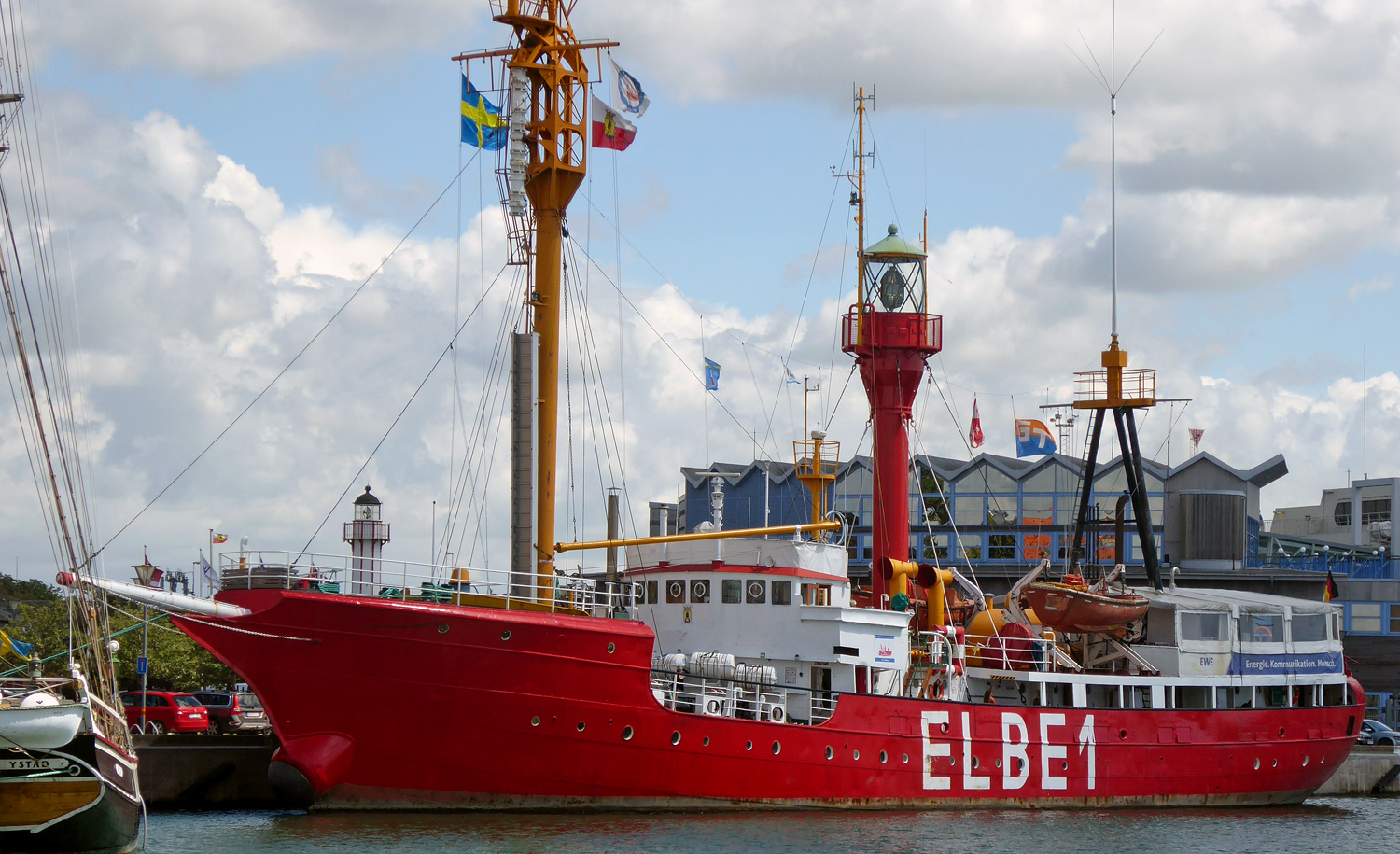
Bürgermeister O'Swald II was een van de grootste bemande lichtschepen ter wereld, op de Elbe

Een lichtschip is een lichtbaken op volle zee, op de plaats waar een vuurtoren zou moeten zijn, maar waar de bouw hiervan niet mogelijk is. Vaak liggen lichtschepen in de omgeving van zandbanken of andere voor de scheepvaart gevaarlijke gebieden.

## Beschrijving
Een lichtschip is een op een vaste positie op zee verankerd schip. Het schip staat op zeekaarten aangegeven en moet daarom nauwkeurig op zijn voorgeschreven positie blijven liggen. 
De schepen zijn veelal felrood gekleurd. Op de zijden van de romp staat de naam op een wit vlak met grote zwarte letters of direct op de rode romp met grote witte letters. De naam van het schip wordt meestal ontleend aan de ondiepte waarbij het schip ligt.
Een lichtschip is uitgerust met een lichttoren met sterke lichtinstallatie. De lichtsignalen die een lichtschip afgeeft zijn vergelijkbaar met die van een vuurtoren, ze hebben een eigen patroon waaraan ze herkend kunnen worden. Verder zijn er vaak misthoorns en een radiobaken. Omdat het schip voor lange tijd op een specifieke plaats ligt, is er meestal geen motor voor de voortstuwing. Voor de verplaatsing van het lichtschip worden sleepboten ingezet. Vaak zijn er wel kleine motoren aan boord voor de opwekking van elektriciteit. Meerdere motoren zorgen voor reserve voor het geval een motor defect raakt.
Lichtschepen kunnen zowel bemand als onbemand zijn. De taak van de bemanning was vooral het onderhoud aan het schip en de lichtinstallatie. Neventaken die soms ook werden verricht waren, onder andere, wind - en stormwaarschuwingen, meteorologische waarnemingen en controle op vervuiling van het water. De bemanning bleef vaak weken aaneen aan boord en werd door boten af- en aangevoerd. Aan boord waren natuurlijk hutten voor de bemanning en opslagruimten voor water, voedsel en brandstof. 

## Lichtschepen België
Voor de Belgische kust lagen op volgende posities lichtschepen:
- West-Hinder
- De Wandelaar

Bij de uitdiensttreding in 1994 waren drie lichtschepen actief. West-Hinder 1 ligt sinds 2002 in Kruibeke, West-Hinder 2 behoort tot het themapark Seafront in Zeebrugge, en West-Hinder 3 ligt opgelegd in Antwerpen.

## Lichtschepen Nederland
Voor de Nederlandse kust lagen op de volgende posities lichtschepen:
- Doggersbank-Noord
- Doggersbank-Zuid
- Terschellingerbank
- Texel/Noorderhaaks
- Maas
- Goeree
- Schouwenbank
- Noord-Hinder

Nederland had in de jaren 80 nog drie lichtschepen: bij de Noord-Hinder, bij de Terschellingerbank en bij Texel. Deze lichtschepen zijn inmiddels allemaal opgeheven. Een aantal lichtschepen is als museumschip bewaard gebleven. Zo ligt in Hellevoetsluis de Noord-Hinder, In Den Helder ligt de Texel. In de havens van Amsterdam en Rotterdam liggen ook lichtschepen als museumstuk afgemeerd.
Tot aan de jaren 80 van de twintigste eeuw waren lichtschepen bemand. In de jaren 80 werden de lichtschepen allemaal geautomatiseerd, enerzijds uit bezuinigingsoverwegingen, anderzijds omdat computers het werk in combinatie met gps over konden nemen. Het lichtschip bij Goeree werd in 1971 vervangen door een geautomatiseerd lichtplatform.